# Figment 2: Creed Valley
『Figment 2: Creed Valley』は、デンマークのインディーゲームスタジオBedtime Digital Gamesが開発し2023年3月9日（日本時間では3月10日）に発売されたアクションパズルゲーム。
2017年に発売された『Figment』の続編で、前作と同じく、主人公のダスティー（Dusty）と相棒の鳥のパイパー（Piper）が人間の潜在意識の中にある抽象的な世界を冒険する。本作の舞台は、新居への引っ越しを夢見て仕事に勤しむがそのことで妻子との不和が生じて苦悩する男性の潜在意識で、ダスティーとパイパーは、クリードの谷（Creed Valley）にある「モラルのコンパス」（Moral Compass）を乱している存在のジェスター（Jester）の後を追うことになる。前作同様に、ボスキャラクターが歌い踊りながら攻撃してくるなど、ミュージカル仕立ての演出とともに物語が展開していく。

## システム
剣での攻撃や回避行動など、基本的なアクションは前作を踏襲している。今作からの追加要素として、回避行動をとった直後に攻撃ボタンを押すと特殊な攻撃が発動する。
本作のフィールドは「開いた心」と「閉じた心」の2つの状態がある。フィールド各所にあるオブジェに打撃を与えると状態が切り替わり、通れなかった場所が通れるようになるなど様々な変化が起こる。
前作は1人プレイ専用だったが本作は2人のプレイヤーによる協力プレイに対応しており、この際には一方のプレイヤーがダスティーを、もう一方のプレイヤーがパイパーを操作する。パイパーはダメージを受けることがなく、体力回復のオーブを拾ったり敵からの攻撃を防いだりなどダスティーのサポートを行うことができる。

## 開発
本作の開発がスタートしたのは前作『Figment』のリリース直後で、当初は『Figment』のDLCという扱いだった。本作の物語序盤に「悪夢」（ボスキャラクター）の一種として登場する「The Black Hog」は前作に登場させる予定だったが、物語に挿入する余地がなかったため本作での起用となった。
前作は多くのプレイヤーが自身の子供と一緒にプレイしており、Bedtime Digital Gamesのもとにはそれらに関するメッセージが数多く寄せられた。こうした状況を受けて、本作では最重要の要素として協力プレイモードの仕様が実装された。

## 受賞
| 年   | 賞                                                    | 部門                       | 結果       | 出典        |
| ---- | ----------------------------------------------------- | -------------------------- | ---------- | ----------- |
| 2020 | Game Connection America 2020 Indie Development Awards | Best quality of art        | 受賞       | [ 4 ]       |
| 2020 | Game Connection America 2020 Indie Development Awards | Best console game          | ノミネート | [ 4 ]       |
| 2020 | Game Connection America 2020 Indie Development Awards | Best hardcore game         | ノミネート | [ 4 ]       |
| 2020 | Game Connection America 2020 Indie Development Awards | Best visual art and design | ノミネート | [ 4 ]       |
| 2020 | Game Connection America 2020 Indie Development Awards | Best story / storytelling  | ノミネート | [ 4 ]       |
| 2020 | Game Connection America 2020 Indie Development Awards | Best upcoming game         | ノミネート | [ 4 ]       |
| 2021 | 台北ゲームショウ2021 Indie Game Award                 | Best Audio                 | 受賞       | [ 5 ]       |
| 2024 | Spilprisen 2024                                       | Best Game Design           | ノミネート | [ 6 ] [ 7 ] |
| 2024 | Spilprisen 2024                                       | Best Visuals               | ノミネート | [ 6 ] [ 7 ] |
| 2024 | Spilprisen 2024                                       | Best Kids Game             | ノミネート | [ 6 ] [ 7 ] |
| 2024 | Spilprisen 2024                                       | Best Narrative             | 受賞       | [ 6 ] [ 7 ] |
| 2024 | Spilprisen 2024                                       | Best Audio                 | 受賞       | [ 6 ] [ 7 ] |
| 2024 | Spilprisen 2024                                       | Game of the Year           | ノミネート | [ 6 ] [ 7 ] |